# Мариус Габриел
Мариус Габриел Чипола (на английски: Marius Gabriel) е британски писател, автор на произведения в жанра трилър, исторически роман и любовен роман. Пише и под псевдонима Маделин Кер (на английски: Madeleine Ker).

## Биография и творчество
Роден е на 13 ноември 1954 г. в Махикенг, Република Южна Африка. Завършва английска филология в Университета на Нюкасъл. За да финансира следдипломното си обучение, започва да пише любовни романи.
Първият му роман „Пътуване на Мистрал“ (Voyage of the Mistral) е публикуван през 1983 г. Той е публикуван под женския псевдоним Маделин Кер.
През 1992 г. е публикуван първият му трилър „Плът и кръв“. Той става бестселър и го прави известен. Автор е и на два исторически романа.
Женен е и има 2 сина и дъщеря. Живял е в Кайро, Барселона и в Лондон. Мариус Габриел живее със семейството си в Кайро.

## Произведения

### Като Мариус Габриел

#### Самостоятелни романи
- Original Sin (1992)
Плът и кръв, изд.: ИК „Бард“, София (2000), прев. Незабравка Гошева
- The Mask of Time (1993)
Маската на времето, изд.: ИК „Бард“, София (1999), прев. Весела Еленкова
- House of Many Rooms (1998)
Къщата с многото стаи, изд.: ИК „Бард“, София (2008), прев. Елена Кодинова
- The Seventh Moon (1999)
Седмата луна, изд.: ИК „Бард“, София (2001), прев. Венелин Мечков
- Gabon (2014)
- The Testament of Marcellus (2014)
- Losing It (2015)
- The Designer (2017)
Дизайнерът, изд.: ИК „Бард“, София (2018), прев. Гергана Дечева
- The Ocean Liner (2018)
- The Parisians (2019)
- The Girls in the Attic (2021)
Момичетата на тавана, изд.: ИК „Бард“, София (2021), прев. Весела Ангелова
- Goodnight, Vienna (2022)
Лека нощ, Виена, изд.: ИК „Бард“, София (2023), прев. Елена Кодинова
- The German Daughter (2024)

#### Поредица „Не плачи повече“ (Weep No More)
1. Weep No More (2015) – издаден и като Wish Me Luck As You Wave Me Goodbye
Пожелай ми любов дори на сбогуване, изд.: ИК „Бард“, София (2016), прев. Цветана Генчева
2. Take Me To Your Heart Again (2016)

### Като Маделин Кер

#### Самостоятелни романи
- Voyage of the Mistral (1983)
- Aquamarine (1983)
- Pacific Island (1983)
- Virtuous Lady (1983)
- Pacific Aphrodite (1984)
- The Winged Lion (1984)
- The Street of the Fountain (1984)
- Working Relationship (1984)
- Fire of the Gods (1984)
- Out of This Darkness (1984)
- Comrade Wolf (1985)
- Ice Princess (1985)
- Hostage (1985)
- Danger Zone (1985)
- Impact (1986)
- The Wilder Shores of Love (1987)
Бурното море на любовта, изд.: Арлекин България, София (1994), прев.
- Judgement (1987)
- Frazer's Law (1987)
- Takeover (1988)
- Stormy Attraction (1988)
- Tuscan Encounter (1988)
- Troublemaker (1988)
- A Special Arrangement (1989)
Щедро предложение, изд.: Арлекин България, София (1994), прев. Екатерина Кузманова
- Passion's Far Shore (1989)
- Tiger's Eye (1989)
- Duel of Passion (1990)
- Whirlpool (1992)
- The Sicilian Duke's Demand (2005)

#### Сборници
- At the Boss's Command (2010) – с Дарси Магуайър и Наташа Оукли

#### Участие в общи серии с други писатели

##### Поредица „Пощенски картички от Европа“ (Postcards from Europe)
- The Bruges Engagement (1992)
- The Bruges Engagement (1992)

от серията има още 10 романа от различни автори

##### Поредица „Езгоден блак“ (Marriage Bargain)
- The Alpha Male (2003)

от серията има още 3 романа от различни автори

##### Поредица „Любовница на милионер“ (Mistress to a Millionaire)
11. The Millionaire Boss's Mistress (2004)
от серията има още 33 романа от различни автори